# 役權
役權（拉丁語：Servitus），乃限制物權之一種，使得權利人得以使用他人所有之物。役權可為特定人而設定，亦可為另一物而設定。前者為限制的人役權，後者為不動產役權。不動產役權之利益由需役地使用者享受。役權通常不能轉讓，特定於人役權之權利人或地役權之需役地。若不動產役權之權利人不僅可以使用該物，亦能享受物所產生的收益，該權利則為用益物權。
不動產役權、居住權皆屬役權。